# Бланжи-ле-Шато (кантон)
Бланжи-ле-Шато (фр. Blangy-le-Château) — упраздненный кантон во Франции, находился в регионе Нижняя Нормандия. Департамент кантона — Кальвадос. Входил в состав округа Лизьё. Население кантона на 2006 год составляло 6878 человек.
Код INSEE кантона 1405. Всего в кантон Бланжи-ле-Шато входило 15 коммун, из них главной коммуной являлась Бланжи-ле-Шато.

## Коммуны кантона
- Бланжи-ле-Шато — население 664 чел.
- Бонвиль-ла-Луве — население 768 чел.
- Кокенвилье — население 809 чел.
- Фьервиль-ле-Парк — население 225 чел.
- Ле-Брёй-ан-Ож — население 939 чел.
- Ле-Бревдан — население 151 чел.
- Ле-Фольк — население 260 чел.
- Ле-Мений-сюр-Бланжи — население 179 чел.
- Ле-Торкен — население 400 чел.
- Лез-Отьё-сюр-Калон — население 313 чел.
- Манерб — население 469 чел.
- Манвиль-ла-Пипар — население 316 чел.
- Нороль — население 264 чел.
- Сент-Андре-д’Эберто — население 450 чел.
- Сен-Фильбер-де-Шан — население 671 чел.